# Hikaru Jaotome
Hikaru Jaotome (japonsky 八乙女 光, Yaotome Hikaru), (2. prosince 1990) je japonský zpěvák a člen japonské J-popové skupiny Hey! Say! JUMP. Patří do agentury Johnny & Associates. Momentálně sídlí v metropolitní oblasti Tokio.

## Kariéra
Dne 1. prosince 2002 byl přijat do Johnny & Associates jako nováček. Později byl přijat do skupiny Ya-Ya-yah a stal se druhým hlavním zpěvákem hned po Kótou Jabu. Od 27. září 2007 vystupoval jako člen Hey! Say! JUMP.
V roce 2009 graduoval na Horikoši High School (堀越高等学校 Horikoši Kótó Gakkó).
Při hraní na basovou kytaru umí i žonglovat, kromě toho se věnuje i skládání hudbu a píše texty písní (alba JUMP NO.1 a JUMP WORLD).

## Diskografie

### Sólové skladby
- 2005 Atarašii Joake (新しい夜明け)
- 2006 Akogare no EGOIST (憧れのEgoist)
- 2006 Gentles (ジェントルズ)
- 2007 Flame of Love (炎-Flame of love-)
- 2009 Thousand light

### Duety a ostatní
- Tears & Smile (s Kótou Jabu - text: Jabu, kompozice: Hikaru)
- Original Iro (オリジナル色, také s Jabu)
- GO!! (také s Jabu)
- Scare of Night (s Daiki Ariokou a Keito Okamotem)

## Biografie

### Koncerty
- KinKi Kids Dome Concert: Fun Fan Forever (31. prosince 2002 - 1. ledna 2003)
- 2003 Concert Tour To be, To be, Ten made Ten made To be (29. března - 5. května 2003)
- Kotoši mo Ah Taihen Thank U Nacu (8.-28. srpna 2003)
- KAT-TUN no Daibóken de Show (12.-20. srpna 2003)
- NEWS Taiwan Concert (10. října 2003)
- Johnny's Starship Countdown (31. prosince 2003 - 1. ledna 2004)
- KinKi Kids 24/7 G Tour (31. prosince 2003 - 1. ledna 2004)
- A happy NEWS year 2004 (1.-4. ledna 2004)
- 2004 Concert Tour TackeyTsuba 22sai Kon (4. července 2004)
- Johnny's Theater "SUMMARY" of Johnny's World (8.-29. srpna 2004)[3]
- Tsubasa Con (18.-25. srpna 2004)
- Šinen so-sÓ KinpaČi Trio Ya-Ya-yah Concert (2. ledna 2005)[4]
- Ya-Ya-yah Harujasumi Jokohama Arena Concert (26. března 2005)[4]
- Johnnys Theater“SダUイMジMェAスRトY 2005” (29. července - 4. září 2005)[4]
- Johnny's Junior no Daibóken! (15.-26. srpna 2006)[5]
- you-tači no no Ongaku DaiUndókai (30. září - 1. října 2006)[5]
- 2007nen Kingašinnen Akemašite O-medetó Johnny's Jr. Daišugó (1.-7. ledna 2007)[6]
- Johnny's Jr. no Daibóken! @Meridian (15.-24. srpna 2007)[6]
- JOHNNYS' Jr. Hey Say 07 in JOKOHAMA ARENA (23.-24. září 2007)

Hey! Say! JUMP koncerty najdete na Hey! Say! JUMP.

## Filmografie

### Drama
- 3nen BGumi Kinpači-sensei 7. série (15. října 2004 - 25. března 2005) - jako Marujama Šu[3]
- 3nen Bgumi Kinpači-sensei 7. série Ma no Saišúkai Special (30. prosince 2005) jako Marujama Šu[4]
- Orthros no Inu (24. července - 25. září 2009) jako Kumakiri Masaru[7]
- 3nen Bgumi Kinpači-sensei poslední série (27. března 2011) jako Marujama Šu[8]
- Ikemen Desu ne (15. července - 23. září 2011) jako Hongo Júki[8]
- 37-sai de Iša ni Natta Boku ~Kenšúi Džundžó Monogatari~ (10. dubna - 19. června 2012) jako Kentaró Šimoda[9]

### Varietní představení
- Šonen Club (2003-současnost, společně s ostatními Hey! Say! JUMP členy jsou od roku 2010 moderátory)
- Ya-Ya-yah (5. ledna 2003 - 27. října 2007) [10]
- Hjakušiki (2007-2008)
- Hi! Hey! Say! (3. listopadu 2007 - 26. září 2009)[6]
- Yan Yan JUMP (16. dubna 2011-současnost)[8]

### TV vystoupení
- Gurunai (s Daiki Ariokou, 5. srpna 2010)
- Waratte Iitomo! (s Kóta Jabu a Daiki Ariokou, 15. prosince 2010)
- Merengue no Kimoči (18. prosince 2010)
- Unlucky Laboratory (4. ledna 2011)

Hey! Say! JUMP TV-vystoupení najdete na Hey! Say! JUMP.

### Divadelní vystoupení
- Stand by Me (25. července - 10. srpna 2003)[10]
- Stand by Me (16. července - 1. srpna 2004)[3]

### TV reklamy
- Pizza-la Super Bongo Hen (2003)
- Deca Sports - Wii (2009)